# Playahitty
Playahitty er en Pop- Eurodance – gruppe fra Italien. Gruppen havde i 1994 et hit med nummeret "The Summer Is Magic". 

## Diskografi

### Singler
| 1994                                    | "The Summer is Magic"      | 14 | 36 | 39 | 2  | 36 | 37 | 12 | Kun singler |
| 1995                                    | "1-2-3! (Train with Me)"   | 21 | —  | —  | 4  | —  | —  | 46 | Kun singler |
| 1996                                    | "I Love the Sun"           | —  | —  | —  | 16 | —  | —  | —  | Kun singler |
| 1997                                    | "Another Holiday"          | —  | —  | —  | —  | —  | —  | —  | Kun singler |
| 1998                                    | "The Man I Never Had"      | —  | —  | —  | 30 | —  | —  | —  | Kun singler |
| 2008                                    | "The Summer is Magic 2008" | —  | —  | —  | —  | 31 | —  | —  | Kun singler |
| "—" denotes releases that did not chart |                            |    |    |    |    |    |    |    |             |